# Neuillytraktaten
Neuillytraktaten eller Neuilly-sur-Seine traktaten (fransk: Traité de Neuilly-sur-Seine) krævede, at Bulgarien skulle afstå forskellige territorier, efter at Bulgarien havde været en af centralmagterne der blev besejret i 1. Verdenskrig. Traktaten blev underskrevet den 27. november 1919 i Neuilly-sur-Seine i Frankrig.
Traktaten krævede at Bulgarien:
- skulle afstå det vestlige Thrakien til ententen (som tildelte det til Grækenland på San Remo-konferencen) og derved afskar Bulgariens direkte adgang til Det Ægæiske Hav.
- at underskrive en konvention om befolkningsudveksling med Grækenland.[3]
- at de skulle afstå et yderligere areal på 2.563 km2 på dens vestgrænse til Kongeriget Jugoslavien (senere Jugoslavien).
- at returnere Dobrogea, som i henhold til Bukarest-traktaten delvist blev afstået til Bulgarien og delvist til centralmagterne (som senere, den 25. september 1918, overførte området til Bulgarien), til Rumænien, og dermed genoprette grænsen fastsat af traktaten af Bukarest (1913).
- at reducere sin hær til 20.000 mand.
- at betale erstatning på 100 millioner pund.
- at anerkende eksistensen af Kongeriget Jugoslavien.

Underskrivelsesceremonien blev afholdt i Neuillys rådhus (hôtel de ville).
I Bulgarien er resultaterne af traktaten populært kendt som den anden nationale katastrofe. Bulgarien genvandt efterfølgende Syddobruja som følge af Craiova-traktaten. Under Anden Verdenskrig genbesatte de, sammen med Nazityskland, midlertidigt de fleste af de andre områder, der var afstået under traktaten. 

## Territorier afstået til Kongeriget Jugoslavien
Fire mindre regioner (historiografisk omtalt af bulgarerne som De Vestlige områder) havde været en del af Bulgarien fra dets begyndelse som et fyrstedømme i 1878 (bortset fra regionen omkring Strumitsa, som blev en del af Bulgarien i 1912). Bulgarien blev internationalt anerkendt som et uafhængigt land i 1908 og kontrollerede disse områder indtil 1919, hvor de blev afstået til Kongeriget Jugoslavien, dels som en kompensation for bulgarske troppers besættelse af den sydlige og østlige del af Serbien mellem 1915 og 1918, og dels motiveret af strategiske årsager. Den gamle politiske grænse mellem Bulgarien og Serbien fulgte en kæde af høje bjergkamme, hvorimod den nye gav betydelige militære og strategiske fordele til serberne: den blotlagde den bulgarske hovedstad Sofia på en farlig måde og reducerede den militære trussel mod det østlige Serbien markant i tilfælde af en bulgarsk invasion (se også Balkankrigene og 1. Verdenskrig).
Neuilly-traktaten var en af rækken af traktater efter 1. Verdenskrig, som omfattede Versailles -traktaten, Saint-Germain- traktaten, Trianon - traktaten og Sèvres -traktaten, som havde til formål at mindske det militære og politiske styrken af de besejrede medlemmer af centralmagterne. Nogle områder med en bulgarsk majoritetsbefolkning  (såsom Bosilegrad og en del af Dimitrovgrad kommune) blev afstået til Serbien (en del af kongeriget af serbere, kroater og slovenere).

### Areal og befolkning
Territorier afstået af traktaten til det daværende Kongeriget Jugoslavien dækker et område på 1.545 km2 i det nuværende Serbien og 1.028 km2 i det nuværende Nordmakedonien.
I Serbien er det afståede område delt mellem det moderne serbiske distrikt Pirot (kommunen Dimitrovgrad og mindre dele af kommunerne Pirot og Babušnica ) og distriktet Pčinja (kommune Bosilegrad og en lille del af Surdulica kommune). Det omfatter også en lille sektion langs Timok-floden i kommunen og distriktet Zaječar, sammensat af otte lokaliteter (syv befolket af Vlachs og en befolket af bulgarere).
I 1919 svarede området til følgende dele af de bulgarske okruger: Kyustendil, 661 km2 , Tzaribrod 418 km2 , Tran 278 km2 , Kula km2 og Vidin 17 km2. Bulgarske kilder hævder, at den bulgarske befolkning udgjorde 98% af befolkningen i Bosilegrad og 95% af befolkningen i Tzaribrod på det tidspunkt. I den jugoslaviske folketælling i 1931 blev alle sydslavere simpelthen regnet som jugoslaver (serbere, kroater, slovenere, bulgarere), så en sammenligning kunne ikke foretages. Ifølge den sidste folketælling i Serbien fra 2002 udgjorde bulgarerne 50 % og 71 % af befolkningen i henholdsvis Dimitrovgrad og Bosilegrad.